# Bergsøya (Herøy)
Bergsøya er en ø i Herøy kommune i Møre og Romsdal fylke i Norge, med de to byer Eggesbønes og Fosnavåg. Hele øen er en del af Fosnavåg by. Den ligger i Sunnmøre ca. 30 km sydvest for for Ålesund. Øen knyttes med broer til naboøerne Leinøya, Gurskøya, Remøya, Runde og Nerlandsøya.
Øen havde pr. 1. januar 2019  3.610 indbyggere, og er den mest folkerige i kommunen.